# ويل ألين
ويل ألين (8 فبراير 1949 في الولايات المتحدة - ) (بالإنجليزية: Will Allen)‏ هو فلاح ولاعب كرة سلة أمريكي في مركز هجوم قوي الجسم. لعب مع Miami Hurricanes ‏.

## وصلات خارجية
- ويل ألين على موقع IMDb (الإنجليزية)

- ويل ألين على موقع سبورتس رفرنس (الإنجليزية)
- ويل ألين على موقع كلية كرة السلة في سبورتس رفرنس.كوم (الإنجليزية)
- ويل ألين على موقع ريلجم (الإنجليزية)